# スーザン・ブロウ

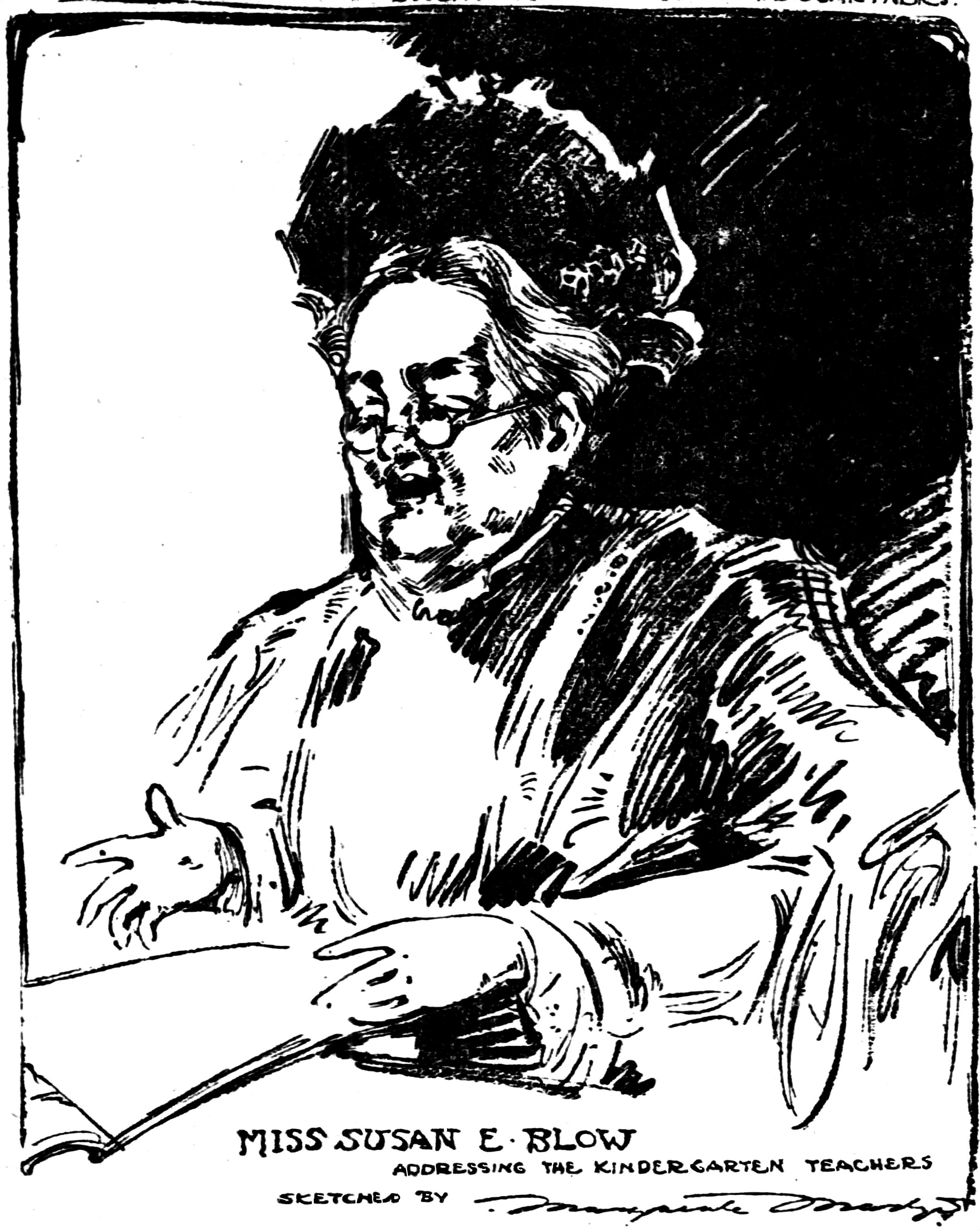
マルガレート・マーティンによるスーザン・ブロウのスケッチ（1909年）

スーザン・ブロウ（Susan Elizabeth Blow、1843年6月7日 - 1916年3月27日）は、アメリカ合衆国の教育者。アメリカ合衆国で初めて経営的に成功を収めた公共の幼稚園の創立者で、「幼稚園の母」として知られている。ミズーリ州セントルイスのカロンデレット出身。

## 幼少期
スーザン・ブロウは、ヘンリー・テイラー・ブロウとミネルバ・グリムスリーの6人の子どもたちの長女として生まれた。ヘンリーは様々な採掘事業を差配し、セントルイスのアイアンマウンテン鉄道の社長で、州の上院議員で、ブラジル、ベネズエラ公使を勤めたこともある。ミネルバは、著名な工場主で地方の政治家の娘であった。ブロウ家の子どもたちは、快適で裕福なドイツ風の文化に包まれた信仰の厚い家庭の中で育てられた。彼女の祖父は、ピーター・ブロウ船長といい、のちに奴隷制度について法廷で争った奴隷ドレット・スコットの主人であった。
彼女の家庭の社会的な地位のお陰で、彼女は両親、家庭教師、個人的な復習教師、そして学校で教育を受けた。8歳の時、彼女は、ルイジアナ州ニューオーリンズのウィリアム・マコーレースクールに入学した。彼女が授業を受けたのは2年間だけである。16歳の時、ブロウと彼女の妹ネリーは、ニューヨークで、ヘンリエッタ・ハインズの学校に入学したが、南北戦争の勃発で、家に帰ることを余儀なくされた。 戦争中、彼女は、年下の弟妹達の勉強の面倒を見、カロンデレットの長老派教会の日曜学校でも教えた。
20歳になって、ブロウはウィリアム・コイルという名の大佐に出会い、恋に落ちたが、両親は彼を自分たちの家族には似つかわしくないと考えた。コイルが、医学的に理由により郡を退役させられた時、ブロウの父親は、彼女をワシントンD.C.にやり、そこで彼女がもっと好きになりそうな別の軍人を紹介させた。しかし、ブロウは結婚を選択しなかった。
ユリシーズ・S・グラント大統領は、1869年、ヘンリー・ブロウをブラジル公使に任命、スーザンも父親の秘書として同行した。その後の15か月で彼女は忽ちにポルトガル語を習得、彼女の多言語能力はブラジルとアメリカ合衆国の間の貿易交渉において大いに益するところがあった。1870年、彼女は母と紀要大姉妹とともにヨーロッパに渡った。この時期彼女は、ヘーゲル哲学とアメリカの超越論主義を学び始めた。しかし、海外滞在中に彼女はドイツの理想主義者で哲学者のフリードリヒ・フレーベルの幼稚園教育の方法に惹かれるようになっていく。特にフレーベルの遊びの中での学びと認知的な発達の考え方が彼女の関心を引いた。

## キャリア
1871年、ブロウはニューヨークに赴いた。彼女はニューヨークで、フレーベル信奉者のマリア・クラウス・ベルテが運営する通常の教員養成幼稚園で1年間のトレーニングを受けることになる。ブロウがニューオーリンズに戻ってきたのは、1873年でミズーリ州セントルイスのカロンデレット地区のデスペレスに国内では最初の公共幼稚園を開園させた。メアリー・ティンバーレイクとシンシア・ドージアという2人の助手の手助けを得て、ブロウは42人の生徒たちからなる幼稚園を監督し、教育した。
彼女が最初の年に幼稚園にあまりに先行投資しすぎたからというだけではなかろうが、彼女は自身の多大の働きと献身に見合うだけの埋め合わせを得ることが出来なかった。実験クラスは成功を収め、生徒の数はたちまち膨れ上がった。3年間のうちに、先生の数は50人を数えるようになり、生徒の数は1,000人を超えた。1883年にはセントルイスの私立学校のすべてが幼稚園を持つに至った。
ブロウが自身の学校を開くことが出来たのは、一部にはセントルイスの教育長だったウィリアム・トリー・ハリスのおかげに寄るところが大きい。ハリスは現今の一番の教育的関心は学業を途中で投げ出す若者の数の多さであると確信していた。ブロウはこれに対して子どもたちがより早い時期から学校教育を始めるということで、幼稚園教育はこの中途脱落率を低下させるのに寄与するだろうと考えた。ハリスは当初公教育という考えには抵抗があったものの、ブロウのバックにあった学校運営委員会や彼女の直接的な提案に説得されたのである。
1874年、ブロウは、幼稚園教師の払底に対応するため、養成学校を開校させる。この学校は、午前中は幼稚園でボランティアとして働き、午後と週末はフレーベルの考え方を学ぶというものであった。その活動を通してブロウは、初期の幼児教育の歴史と発展の中で重要な役割を演じたのである。そのパイオニア的な役割に対して、彼女はセントルイスのウォーク・オブ・フェイム（有名人の手形、星形が嵌めこまれた舗道）に名前の入った星形を残すことを認められた。

## 晩年
幼稚園教師の養成学校を開校してわずか10年で、彼女は、甲状腺機能を犯されるバセドウ病のため一線からの引退を余儀なくされる。彼女は1886年から1895年まで、一線から退いていた。しかし、1895年には再びマサチューセッツ州ボストンで講義を始める。彼女は、聖書、シェイクスピア、ホメロス、そしてダンテについての教室を担当した。
ブロウは幼稚園協会で働く傍ら、1905年から1909年までコロンビア大学の教育学部で講義を担当した。彼女は、「哲学と教育の歴史」（History of Philosophy and Education）として知られているコースを始めたのである。彼女の亡くなるまでの年月を彼女はニューヨークの妹のネリーの元で過ごした。彼女は1916年3月ニューヨークで亡くなった。たいていの関連資料には、彼女は3月26日に亡くなったとある。しかし、セントルイスにあるベルフォンテーン墓地(en:Bellefontaine Cemetery)の彼女の墓石には、3月27日没とある。彼女の亡くなった日、セントルイス・グローブ・デモクラット紙は、「偉大な指導者は逝ってしまった。しかし、兵士たちは歩き続ける」と書いた。

## 著作
ブロウは国際幼稚園連合の諮問委員会、及び19の各委員会の委員を務め、1895年にはフレーベルの2巻本の『母の歌と愛撫の歌』（Mother Play）を翻訳した。また、「幼稚園雑誌」にも多数の記事を書いている。ブロウの著述で出版されたものは以下のとおり。
- 1894年：Symbolic Education
- 1899年：Letters to a Mother on the Philosophy of Froebel
- 1900年：Kindergarten Education
- 1908年：Educational Issues in the Kindergarten

## 読書案内
- Shapiro, Michael Steven (1983) Child’s Garden. University Park: Pennsylvania State University Press ISBN 0-271-00350-2